# Nell Franzen
Nell Franzen (17 de novembro de 1889 – 21 de agosto de 1973) foi uma atriz norte-americana da era do cinema mudo. Ela estrelou vários filmes mudos, a maioria deles com a American Film Company de Santa Bárbara, em que ela muitas vezes atuou ao lado de Constance Crawley e Arthur Maude.

## Filmografia
- Ashes of Three (1913)
- Ima Simp, Detective (1915)
- The Ladder of Love (1915)
- Diamond from the Sky (1915)
- The Trail of the Serpent (1915)
- Film Tempo (1915)
- In the Sunset Country (1915)
- Yes or No (1915)
- Time and Tide (1916)
- Lord Loveland Discovers America (1916)
- Life's Blind Alley (1916)
- Embers (1916)
- Revelations (1916)
- The Courtesan (1916)
- Purity (1916)
- The Strength of Donald McKenzie (1916)
- Sagebrush Gospel (1924)